# Германия на «Евровидении-1975»
Германия принимала участие в Евровидении 1975, проходившем в Стокгольме, Швеция. На конкурсе её представлял Джой Флеминг с песней «Ein Lied kann eine Brücke sein», выступавшие под номером 4. В этом году страна заняла 17-е место, получив 15 баллов. Комментаторами конкурса от Германии в этом году были Вернер Вигель и Вулф Миттлер.

## Национальный отбор[1]
| Номер | Артист             | Песня                                  | Баллы | Место |
| ----- | ------------------ | -------------------------------------- | ----- | ----- |
| 1     | Марианна Розенберг | Er gehört zu mir                       | 86    | 10-е  |
| 2     | Пегги Марч         | Alles geht vorüber                     | 128   | 2-е   |
| 3     | Петер Хортон       | Am Fuß der Leiter                      | 79    | 11-е  |
| 4     | Дни Джокерс        | San Francisco Symphony                 | 57    | 12-е  |
| 5     | Северин            | Dreh dich im Kreisel der Zeit          | 97    | 7-е   |
| 6     | Джой Флеминг       | Ein Lied kann eine Brücke sein         | 134   | 1-е   |
| 7     | Мэгги Маэ          | Die total verrückte Zeit               | 97    | 7-е   |
| 8     | Вернер В. Бекер    | Heut' bin ich arm, heut' bin ich reich | 54    | 13-е  |
| 9     | Мэри Рус           | Eine Liebe ist wie ein Lied            | 115   | 3-е   |
| 10    | Рикки Холт         | Du                                     | 38    | 14-е  |
| 11    | Рики Гордон        | Sonja, ich rufe dich                   | 37    | 15-е  |
| 12    | Юрген Маркус       | Ein Lied zieht hinaus in die Welt      | 90    | 9-е   |
| 13    | «Love Generation»  | Hör wieder Radio                       | 115   | 3-е   |
| 14    | Катя Эбштайн       | Ich liebe dich                         | 110   | 5-е   |
| 15    | Шуки и Авива       | Du und ich und zwei Träume             | 108   | 6-е   |

## Страны, отдавшие баллы Германии
Каждая страна оценивает 10 участников оценками 1–8, 10, 12.
| 8 баллов   | 4 балла | 3 балла |
| ---------- | ------- | ------- |
| Люксембург | Испания | Мальта  |

## Страны, получившие баллы от Германии
| 12 баллов | 10 баллов      | 8 баллов   | 7 баллов  | 6 баллов  |
| --------- | -------------- | ---------- | --------- | --------- |
| Финляндия | Великобритания | Нидерланды | Бельгия   | Швейцария |
| 5 баллов  | 4 балла        | 3 балла    | 2 балла   | 1 балл    |
| Испания   | Италия         | Монако     | Югославия | Израиль   |